# Красноярская краевая филармония

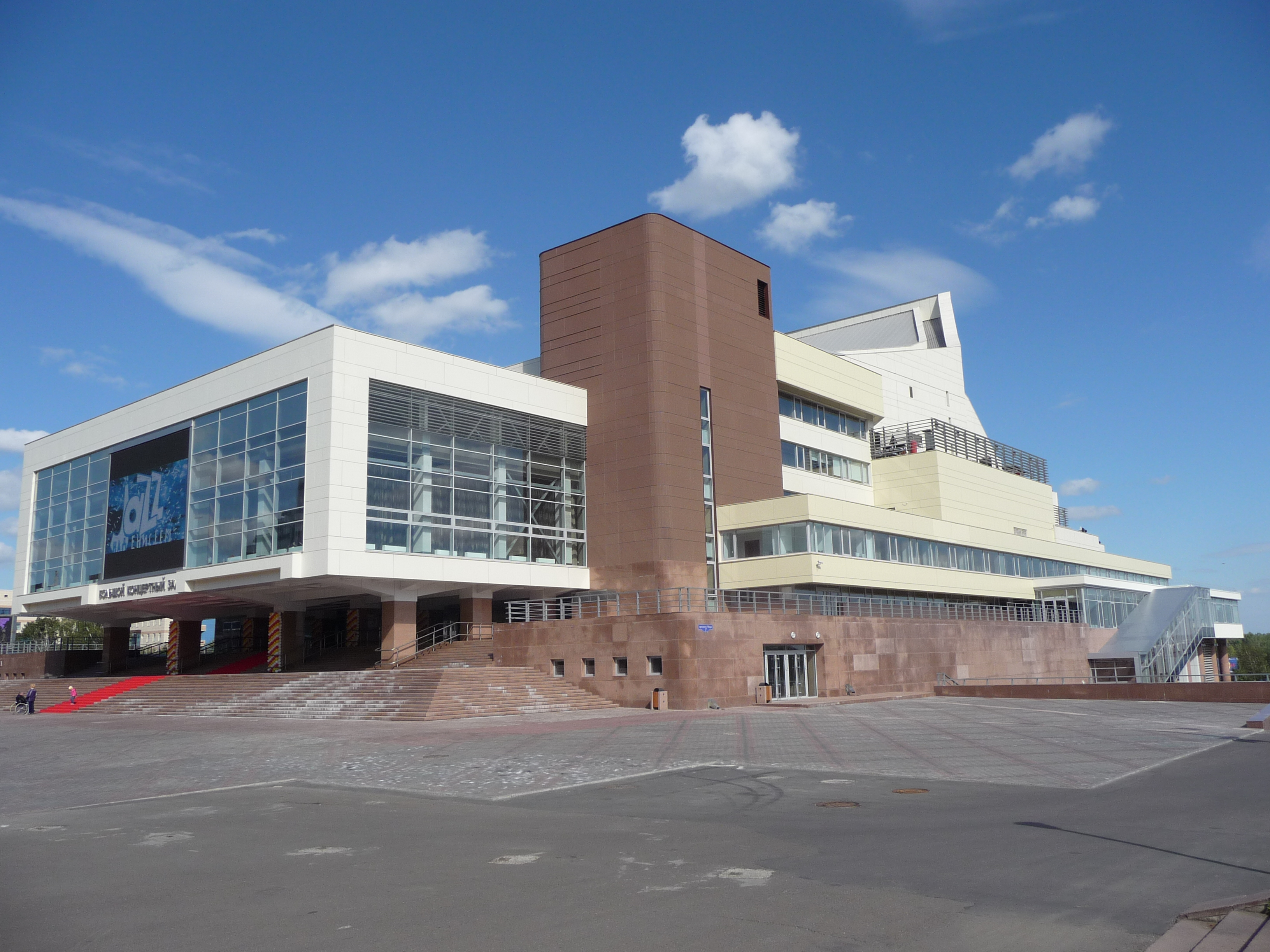
Красноярская краевая филармония

Красноярская краевая филармония — одна из крупнейших концертных организаций Сибири и Дальнего Востока. В год на концертных площадках Красноярска и края, а также на выезде, в том числе за рубежом, проходит около 1300 концертов.

## Расположение
Концертный комплекс, по форме напоминающий рояль с открытой крышкой (проект народного архитектора РФ Арэга Демирханова, площадь Мира, 2б), расположен в историческом центре Красноярска на берегу Енисея. В здании четыре зала: большой, малый, камерный и зал торжеств. Пятый зал Красноярской краевой филармонии — органный — расположен в здании католического костёла по ул. Декабристов, 20.

## История

### Советский период
Филармоническое общество в Красноярске было основано в 1928 году, хотя традиция проведения регулярных музыкальных концертов в городе зародилась в конце XIX века, когда стали создаваться первые организованные музыкальные кружки. В 1938 году было создано краевое концертно-эстрадное бюро. Главное направление его работы — литературно-музыкальный лекторий, артисты которого долгие годы занимались просветительской работой, выступая, прежде всего, перед старшеклассниками и студентами.
1 октября 1953 года концертно-эстрадное бюро преобразовано в краевую государственную филармонию. Первый директор филармонии А. Л. Рябинов стал инициатором создания на базе филармонического хора Ансамбля песни и танца Сибири. С приходом в 1963 году М. С. Годенко на пост художественного руководителя ансамбль стал не только ведущим коллективом филармонии, но и приобрел российскую, а затем и мировую известность.
Новый этап в развитии филармонии начался в 1960 году, когда её директором был назначен П. Т. Берзак, а художественным руководителем — выдающийся просветитель и музыкант А. Е. Шварцбург. За десять лет количество концертов выросло втрое, значительно обновился состав солистов филармонии, а к концу 70-х годов в штат вошли 15 собственных коллективов. Впечатляет и гастрольная афиша тех лет. С концертами в Красноярске побывали Лазарь Берман, Игорь Ойстрах, Борис Гутников, Наталья Шаховская, Эдуард Грач, Маринэ Яшвили, Татьяна Николаева, Рудольф Керер, Сергей Доренский, Григорий Жислин, Лев Власенко, Михаил Воскресенский, Павел Лисициан, Зара Долуханова. С гастролями побывали и эстрадные исполнители: оркестр Лундстрема, Махмуд Эсамбаев, Тамара Миансарова, Лариса Мондрус, Мария Кодряну, Иосиф Кобзон, Валерий Ободзинский и другие. Все концерты в Красноярске проходили на сценических площадках театров и Дворцов культуры, собственных концертных залов у филармонии не было.
В 1982 году начался ввод в эксплуатацию концертного комплекса, построенного по проекту архитектора Арэга Демирханова: первая очередь — Малый концертный зал на 494 места, два года спустя — Большой концертный зал на 1700 мест. Малый концертный зал обладает великолепной акустикой и изначально проектировался под Красноярский симфонический оркестр. В Малом зале неоднократно выступали звёзды мировой сцены: Святослав Рихтер, Игорь Ойстрах, Виктор Третьяков и другие.
В 1982 году также открылся зал камерной музыки на 180 мест в отремонтированном здании католического костела на ул. Декабристов, 20. Через год в нём был установлен орган чешской фирмы Rieger-Kloss, первый концерт на котором дал известный органист Гарри Гродберг. Первым органистом красноярского органного зала стал Александр Горин. Здесь давали концерты Олег Янченко, Евгения Лисицына, Даниэль Зарецкий, Владимир Хомяков, Людмила Камелина. С 1999 года штатным органистом филармонии является лауреат международных конкурсов Андрей Бардин.

### 1990 годы
С 1990 года в филармонии работает хор мальчиков «Каприччио» — единственный в Сибири и на Дальнем Востоке коллектив такого рода. Создатель «Каприччио» — Михаил Тимофеев, в настоящее время хор возглавляет Ольга Андронова. В 1995 году создан «Свободный балет» Валерия Терёшкина — коллектив, работающий в жанре джазового танца. В 1998 году в состав Красноярской краевой филармонии вошел ещё один крупный коллектив — Красноярский филармонический русский оркестр. Он носит имя народного артиста России Анатолия Бардина, который руководил коллективом с 1995 по 2010 годы. Сейчас оркестр возглавляет лауреат Первого всероссийского конкурса дирижёров русских оркестров Валерий Шелепов.

### 2000 годы
Красноярская краевая филармония вошла в число ведущих в России, дважды (в 2000 и 2002 гг.) став лауреатом Всероссийского конкурса «Окно в Россию» среди учреждений культуры в номинации «Филармония года».
В 2001 и 2004 годах на базе Красноярского филармонического русского оркестра прошли Первый и Второй всероссийский конкурс дирижёров русских оркестров.
С 2007 по 2010 годы проходила реконструкция концертного комплекса. После неё в Красноярской краевой филармонии появились два дополнительных зала: камерный (на 120 мест) и зал торжеств. На сцене большого зала появилась акустическая ракушка, что позволило проводить в зале концерты академической музыки без акустических дефектов, малый и большой залы были оснащены инструментами ведущих мировых музыкальных марок: рояли «Bösendorfer» и «Steinway», немецкий клавесин «Нойперт», и электроорган голландской фабрики «Йоханнус». Обновлены комплекты музыкальных инструментов Красноярского академического симфонического оркестра и Красноярского русского филармонического оркестра.
В 2009 году Красноярский академический симфонический оркестр и Красноярский государственный академический ансамбль танца Сибири имени М. С. Годенко получили статус особо ценных объектов культурного наследия Красноярского края.
В органном зале Красноярской краевой филармонии с 2009 года проводится ежегодный фестиваль «Вселенная — Орган». В нём приняли участие ведущие российские и зарубежные музыканты: Александр Фисейский, Александр Майкапар, Владимир Хомяков, Наталья Багинская, Людгер Ломан (Германия), Аарт Бергверфф (Нидерланды), Гюнтер Рост (Австрия) и другие.

### Настоящее время
Десятилетие 2010—2020 гг. отмечено большим количеством крупных фестивалей и конкурсов, в которых Красноярская краевая филармония выступает как организатором, так и участником. Это Международный фестиваль ЕниJazz (с 2011 по 2016 годы), Международный фестиваль имени И. В. Шпиллера, посвящённый 80-летию маэстро (2015), ежегодный Транссибирский Арт-Фестиваль (участие с 2015 года), I Международный конкурс скрипачей Виктора Третьякова, красноярца по рождению (2018). На сцене большого концертного зала 2 июня 2017 года прошел последний концерт народного артиста России Дмитрия Хворостовского.
С 2018 по 2023 год филармонию возглавлял Евгений Васильевич Стодушный.
В 2019 году состоялись несколько знаковых событий. Большой концертный зал стал одной из площадок фестиваля Дмитрия Хворостовского. В нём приняли участие тенор Хуан Диего Флорес (Перу/Австрия), сопрано Анджела Георгиу (Румыния). При поддержке Министерства культуры Российской Федерации прошёл Фестиваль симфонических оркестров Сибири. С оркестрами из Омска, Иркутска, Красноярска и Кемерово выступали лауреаты XVI Международного конкурса имени П. И. Чайковского. Коллективы и солисты Красноярской краевой филармонии приняли участие в культурной программе XXIX Всемирной зимней универсиады 2019 года в г. Красноярске.
С 2023 года заново проводится легендарный джазовый фестиваль «Джаз над Енисеем» под художественным руководством народного артиста России Игоря Бутмана. В событиях фестиваля приняли участие Даниил Крамер, Леван Горозия (L’One), Дмитрий Маликов, Олег Аккуратов, Dizzy Dutch Duck, Ubel и другие.
С 2023 года на базе Красноярской филармонии проходит фестиваль искусств «Хворостовский», посвященный памяти народного артиста России Дмитрия Хворостовского.
В декабре 2024 года генеральным директором филармонии стал бывший руководитель Театр оперы и балета Республики Коми Дмитрий Николаевич Степанов.

## Действующие залы
- Большой концертный зал
- Малый концертный зал имени И.В. Шпиллера
- Камерный зал
- Зал торжеств
- Органный зал[12]

## Коллективы
- Красноярский академический симфонический оркестр
- Красноярский филармонический русский оркестр имени А. Ю. Бардина[13]
- Красноярский государственный академический ансамбль танца Сибири имени М.С. Годенко
- Свободный балет Валерия Терёшкина
- Красноярский государственный ансамбль песни «КрасА»
- Ансамбль народных инструментов «Вольница»
- Хор мальчиков и юношей «Каприччио»
- Группа «Jam-квартет»
- Группа Вероники Махотиной
- Группа «77»
- Сибирский оркестр ударных инструментов
- Литературный театр
- Детский музыкальный театр «Радуга»